# Грациоли Коколе (Мантова)
Грациоли Коколе је насеље у Италији у округу Мантова, региону Ломбардија.
Према процени из 2011. у насељу је живело 52 становника. Насеље се налази на надморској висини од 100 м.